# ماريتسا
ماريتسا أو إفروس (بالبلغارية: Марица)‏ هو نهر بطول 480 كم، وهو أطول نهر يمر في داخل منطقة البلقان. ينبع النهر من جبال ريلا في غرب بلغاريا، ثم يتدفق باتجاه الجنوب الشرقي بين جبال البلقان وجبال رودوب، مُتجهاً إلى بلوفديف وبارافوماي ثم إلى أدرنة في شمال غرب تركيا.
في شرق مدينة سفيلنغراد في بلغاريا، يتدفق النهر شرقاً والتي تُشكل الحدود بين بلغاريا (الضفة الشمالية) واليونان (الضفة الجنوبية)، ثم بين تركيا واليونان. في أدرنة يتدفق النهر داخل الأراضي التركية من الضفتين، ثم يتجه نحو الجنوب ويُشكل الحدود بين اليونان (الضفة الغربية) وتركيا (الضفة الشرقية) لبحر إيجة. أعطيت تركيا قطاع صغير على الضفة الغربية مقابل مدينة أدرنة.

## التاريخ
في سنة 1371 شَهد النهر معركة ماريتسا، المعروفة أيضاً باسم معركة شيرنومين. والتي انتصر فيها العثمانيين على الصرب. وقُتل فيها فوكاشين مرنيافتشيفتش، وأوغليغا مرنجفجافيك.

## الهجرة
أصبح نهر ماريتسا إحدى الطرق للمهاجرين القادمين إلى الاتحاد الأوروبي. الكثير من المهاجرين من قارتي آسيا وأفريقيا استخدموا طريق ماريتسا بعد اتفاقات لمنع مؤقت للطرق الأخرى مثل طريق البحر المتوسط إلى إيطاليا وإسبانيا.

## الفيضانات
في مسار نهر ماريتسا التي تُشكل الحدود بين اليونان وتركيا تكون عرضة للفيضانات، لمدة 4 أشهر في كل عام، وتغمر المياه الأراضي المنخفضة حول النهر. والذي يُسبب ضرراً اقتصادياً كبيراً (خسارة الإنتاج الزراعي وتدمير البنية التحتية)، الذي يقدر بنحو عدة مئات ملايين اليورو.
أخذت الفيضانات الكبيرة الأخيرة في عام 2006 وعام 2007 اهتمام كبير. فالعديد من الأسباب تم اقتراحها ومنها ارتفاع نسبة هطول الأمطار نتيجة لتغير المناخ وإزالة الغابات في الجزء البلغاري من منطقة مستجمعات المياه، وزيادة استخدام الأراضي في السهول الفيضية. ويكون التواصل والتنسيق بين الدول الثلاث صعبا.